# Academos
Academos a fost, în mitologia greacă, un erou din Attica. El a trădat-o pe Elena prin faptul că a arătat Dioscurilor unde era ascunsă sora lor, răpită de Tezeu. În grădina lui Academos din apropierea Atenei, Platon și-a instalat școala sa filozofică, numită Academia.